# Aglaia penningtoniana
Aglaia penningtoniana är en tvåhjärtbladig växtart som beskrevs av C.M. Pannell. Aglaia penningtoniana ingår i släktet Aglaia och familjen Meliaceae. Inga underarter finns listade i Catalogue of Life.